# Les Bleus 2018 : Au cœur de l'épopée russe
Pour plus de détails, voir Fiche technique et Distribution.
Les Bleus 2018 : Au cœur de l'épopée russe est un documentaire retraçant le parcours de l'équipe de France jusqu'à la victoire durant la Coupe du monde de football de 2018.
Il est réalisé par Emmanuel Le Ber et Théo Schuster et diffusé pour la première fois le 17 juillet 2018 sur TF1,,.

## Genèse
Alors que Les Yeux dans les Bleus avait été réalisé avec l'assentiment du sélectionneur Aimé Jacquet mais sans droit de regard de la Fédération française de football, Les Bleus 2018 est cette fois co-produit par la Fédération,, qui ne peut ajouter des images mais se réserve le droit d'en retirer, ce qui s'est effectivement produit par deux fois.
Didier Deschamps, le sélectionneur de l'équipe de France, ne souhaite diffuser le film que si son équipe va en finale.

## Accueil
Avant la diffusion du documentaire sur TF1, un extrait du documentaire de 45 minutes a été diffusé à la presse.
Julien Gester et Jérôme Lefilliâtre de Libération reprochent au documentaire de ne rien apporter de plus que ce qui avait déjà été montré par les protagonistes eux-mêmes, notamment via les réseaux sociaux, et que « tout a [...] la saveur de la com ».
Camille Belsoeur, journaliste du magazine en ligne Slate, qualifie le documentaire de « sorte de remake aseptisé des Yeux dans les Bleus ».
En première diffusion sur TF1 dans la soirée du 17 juillet 2018, le documentaire rassemble 6,8 millions de téléspectateurs et enregistre une part d'audience de 32,3 %,.